# Albert Ambrózy
Albert Ambrózy (ur. 1859, zm. 24 stycznia 1938, Wielka, od 1946 część miasta Poprad) – niemiecki nauczyciel i działacz kulturalny i oświatowy ze Spisza.

## Życiorys
Przez ponad półwiecze (52 lata) był nauczycielem w ewangelickiej szkole podstawowej w Wielkim Sławkowie. On i jeszcze drugi nauczyciel (ze spiskiej Nowej Leśnej) 7 sierpnia 1877 weszli na Gerlach. Prowadził również wycieczki szkolne. Członek Magyarországi Kárpátegyesület, jeszcze przed 1900 został przewodniczącym tamtejszej komisji przewodnickiej. Organizował i przeprowadzał szkolenia przewodników tatrzańskich (tak teoretyczne jak i praktyczne). W 1904 kierował kursem (wraz z Robertem Róthem), który po raz pierwszy obejmował też zapoznanie przewodników z północną częścią Tatr (Tatry Polskie). Otaczał ochroną przewodników – pozyskiwał dla nich sprzęt, starał się również o zabezpieczenie ich bytu w razie choroby lub wypadku. Członek honorowy Karpathenverein i być może Magyarországi Kárpátegyesület.